# Nowyja Milewiczy
Nowyja Milewiczy (biał. Новыя Мілевічы; ros. Новые Милевичи, Nowyje Milewiczi) – wieś na Białorusi, w obwodzie homelskim, w rejonie żytkowickim, w sielsowiecie Milewicze, nad doliną Słuczy.
Wieś powstała w XX w..